# رحلات آناكارسيس الأصغر في اليونان

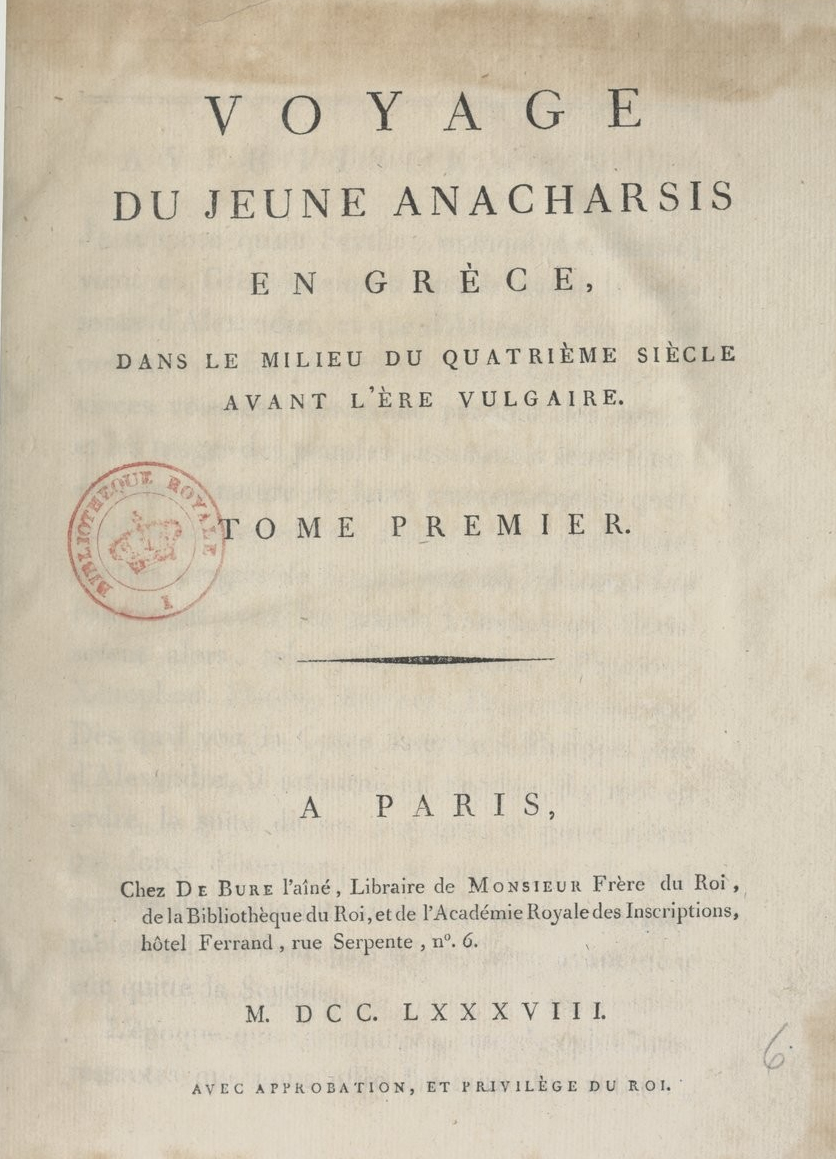
غلاف طبعة 1788 من

رحلات آناكارسيس الأصغر في اليونان (بالفرنسية: Voyage du jeune Anacharsis en Grèce ) كان عملًا خياليًا حول رحلات الحكيم السكوثي آناكارسيس في اليونان في منتصف القرن الرابع قبل الميلاد، كتبه جان جاك بارتليمي ونشر عام 1788.

## وصف
كان كتاب جان جاك بارتليمي سجل رحلات خيالي ولكنه مليء بالمعلومات، وهي واحدة من أولى الروايات التاريخية والتي سماها عالم معاصر «موسوعة الطائفة الجديدة لِعِبادة القديم» في أواخر القرن الثامن عشر. كان له تأثير كبير على نمو المحبة الإغريقية في فرنسا وأوروبا والولايات المتحدة: فقد مر الكتاب بطبعات عديدة وأعيد طبعه في الولايات المتحدة وتُرجم إلى الألمانية ولغات أخرى. ألهم لاحقًا التعاطف الأوروبي مع حرب الاستقلال اليونانية وصدرت أعمال كثيرة سارت على نفس النهج طوال القرن التاسع عشر.
طبقاً لرأي ناقد معاصر لفترة نشر الرواية:
| رحلات آناكارسيس الأصغر في اليونان | رحلات آناكارسيس نتاج معرفة حميمية بالكُتاب الإغريق القدماء وكَونَت تفاصيل دقيقة عن الحالة السياسية وكذا الأدبية للإغريق في سِني اذدهارهم | رحلات آناكارسيس الأصغر في اليونان |

احتوى العمل أيضًا على العديد من الخرائط والنقوش عالية الجودة التي رسمها الجغرافي ورسام الخرائط جان دينيس باربييه دو بوكاج (1760-1825).
هناك طبعة مهمة بها الكثير من الخرائط والخطط والمشاهد والعملات المعدنية، وهي توضّح رحلات أناشارسيس الأصغر في اليونان بواسطة النحات باربي دو بوكاج، و نُشرت باللغة الإنجليزية عام 1832.

## لوحات

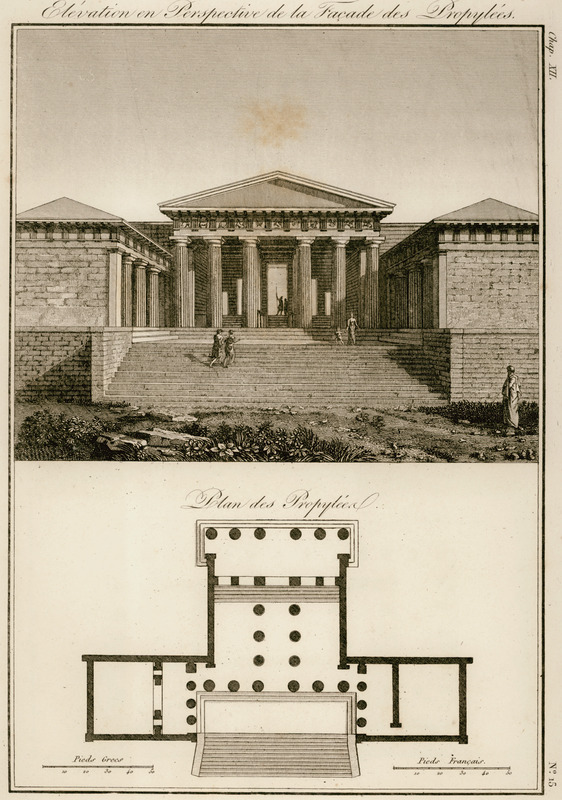
رواق الأكروبوليس، 1832.
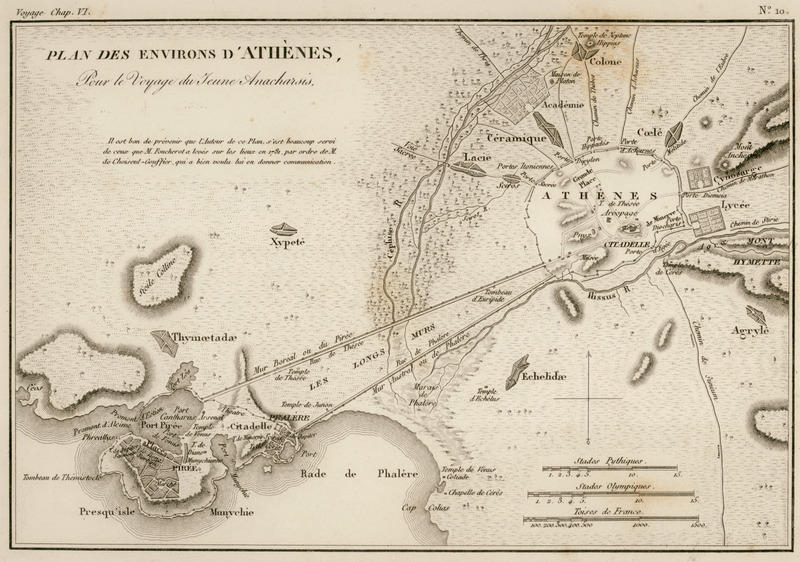
خريطة أثينا
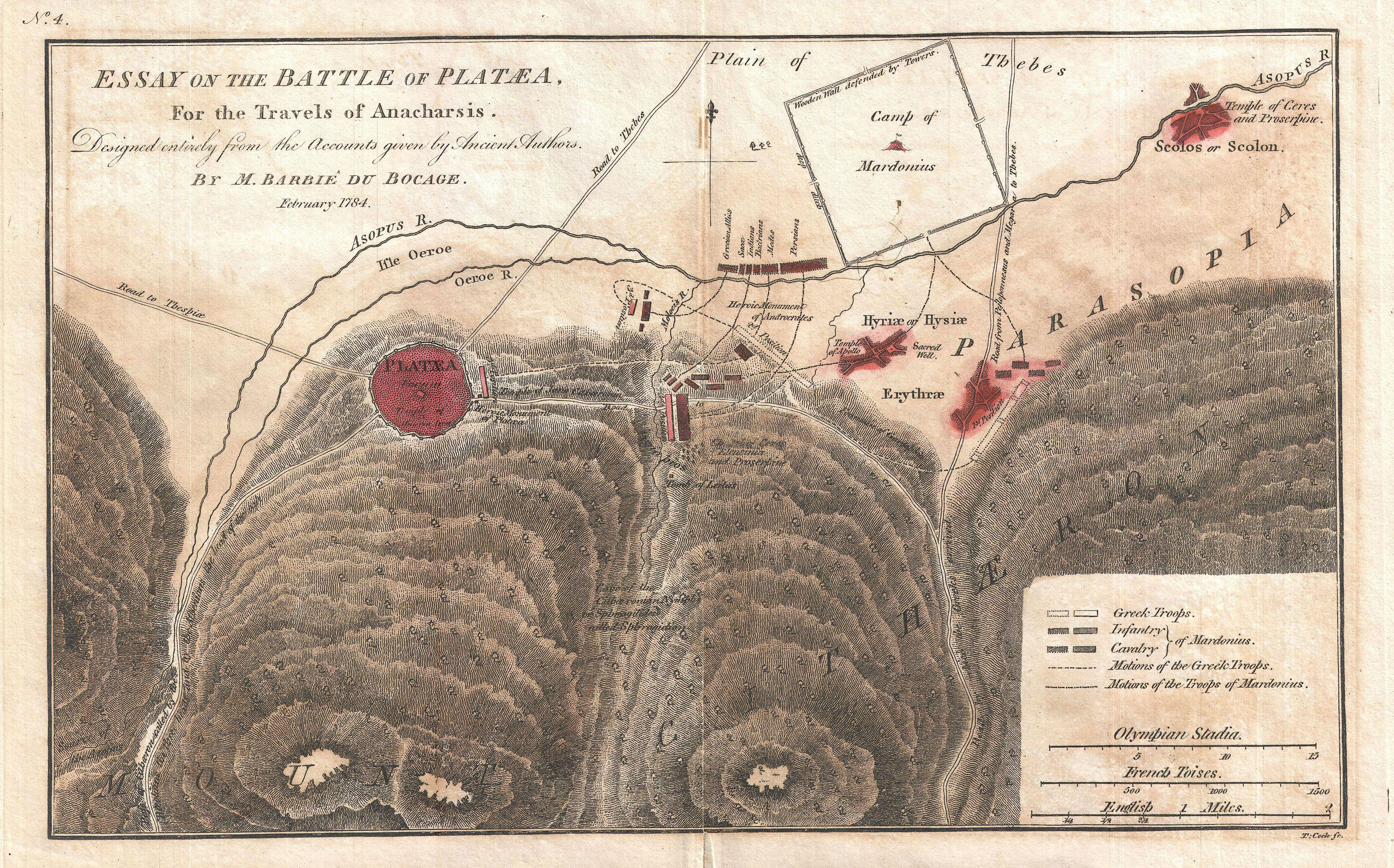
خريطة معركة بلاتيا
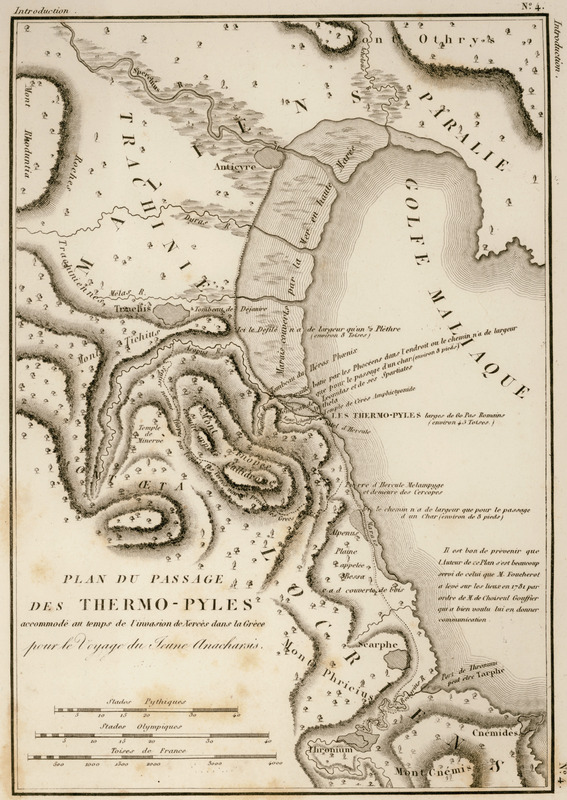
خريطة ثيرموبيلاي في زمن خشايارشا الأول

## الطبعات المنشورة

### 1788 (بالفرنسية)
الكتاب الأول الكتاب الثاني الكتاب الثالث الكتاب الرابع الخرائط والنقوش

### 1843 (بالفرنسية)
كتاب 1 كتاب 2